# Celyphus collaris
Celyphus collaris är en tvåvingeart som beskrevs av Chen 1949. Celyphus collaris ingår i släktet Celyphus och familjen Celyphidae. Inga underarter finns listade i Catalogue of Life.